# Đỗ Thị Ngân Thương
Đỗ Thị Ngân Thương (sinh năm 1989) là vận động viên thể dục dụng cụ của Việt Nam. Tính đến thời điểm hết năm 2011, cô đã đoạt được 7 huy chương vàng SEA Games dưới màu áo tuyển Việt Nam tại các hạng mục của môn thể dục dụng cụ, và từng được đặc cách đại diện khu vực Đông Nam Á tham dự Thế vận hội mùa hè 2008 tổ chức tại Bắc Kinh. Do khuôn mặt bầu bĩnh và vóc dáng nhỏ nhắn, cô từng được giới truyền thông mệnh danh là cô gái búp bê hoặc búp bê vàng của thể thao Việt Nam.

## Thân thế và cơ duyên thể thao
Cô sinh ngày 10 tháng 3 năm 1989 tại Hà Nội) sinh ra trong một gia đình không có ai theo nghiệp thể thao. Khi 6 tuổi, thấy con gái hay ốm nên mẹ cô đã đưa cô vào Trung tâm Thể thao Quần Ngựa để tập luyện cho thêm cứng cáp. Nhờ thần thái tinh anh cùng độ dẻo dai trời phú, trong một lần đến trường để tuyển chọn vận động viên cho môn thể dục dụng cụ chuẩn bị cho SEA Games 22, cô đã lọt "mắt xanh" của chuyên gia Trung Quốc Trương Kiến Minh.
Sau thành công ở SEA Games 22, trên bước đường tiến tới trở thành một vận động viên thể dục dụng cụ chuyên nghiệp, cô rời Hà Nội sang Trung Quốc trực tiếp huấn luyện dưới sự dẫn dắt của các huấn luyện viên Trung Quốc.

## Thành tích
Trong kỳ SEA Games 22 tổ chức ở Việt Nam, cô giành được 2 huy chương vàng, vô địch môn xà lệch đồng đội và cá nhân.
Tại SEA Games 23 tại Philippines, cô đạt 2 huy chương vàng cho nội dung toàn năng và nội dung cầu thăng bằng cá nhân, 1 huy chương bạc đồng đội. Trong đó đáng chú ý nhất là huy chương vàng toàn năng nhờ thi đấu xuất sắc cả bốn môn cầu thăng bằng, xà lệch, nhảy ngựa và thể dục tự do. Đây là chiếc huy chương mà thể dục dụng cụ Việt Nam đã chờ đợi rất lâu mới có được.
Theo kết quả cuộc bình chọn 15 vận động viên xuất sắc Hà Nội 2005 công bố ngày 17 tháng 1 năm 2006, cô giành số điểm tuyệt đối (804) trên 54 phiếu bầu, để trở thành vận động viên xuất sắc nhất của Hà Nội năm 2005.
Tại SEA Games 24 tổ chức tại Thái Lan, cô đã đạt 1 huy chương vàng cá nhân cho môn cầu thăng bằng, 1 huy chương bạc đồng đội và 1 huy chương đồng cá nhân, sau khi thất bại ở môn xà lệch.

## Sự kiện doping
Olympic Bắc Kinh 2008, cô được đặc cách đại diện cho khu vực Đông Nam Á thi đấu ở bộ môn thể dục dụng cụ, do đã đạt 5 huy chương vàng trong 3 kỳ SEA Games liên tiếp. Tuy vậy, trước các đối thủ quá mạnh đến từ khắp nơi trên thế giới, trong đợt thi vòng loại thể dục dụng cụ toàn năng cá nhân nữ, Ngân Thương chỉ đạt 52.100 điểm, xếp thứ 59 trong tổng số các vận động viên tham gia.
Kết quả kiểm tra doping của Ủy ban Olympic Bắc Kinh 2008 (IOC) đối với Ngân Thương cho thấy cô dùng furosemide, một chất lợi tiểu có tác dụng khiến cơ thể không tích nước, dẫn đến giảm cân. Đây là một hoạt chất bị xếp vào danh mục các loại thuốc cấm sử dụng. Ngân Thương đã trở thành vận động viên thể dục dụng cụ đầu tiên bị trục xuất khỏi một kỳ Olympic vì sử dụng doping.
Tuy nhiên theo đánh giá của Arne Ljungqvist, trưởng ban y tế của Ủy ban Olympic quốc tế thì đây không phải là lỗi cố ý của Ngân Thương mà "có thể đây là hậu quả của việc thông tin nghèo nàn dành cho các vận động viên". Ông Ljungqvist cho rằng Ngân Thương còn quá nhỏ và không đủ kiến thức cần thiết về tất cả các chất cấm.
Trở về Hà Nội ngày 15 tháng 8 năm 2008 với tâm trạng buồn nản, Ngân Thương giải thích về sự kiện này trước báo giới: Trước khi lên đường dự Olympic Bắc Kinh, tôi thấy cơ thể mình hơi nặng nề nên quyết định dùng thêm thuốc lợi tiểu để giảm cân. Khi dùng tôi chỉ biết là thuốc lợi tiểu, còn không hề biết trong đó có chất nằm trong danh mục cấm của IOC. Dù vậy, Ngân Thương phải chịu nhận án phạt cấm thi đấu 1 năm từ Liên đoàn Thể dục Thế giới.

## Trở lại bục vinh quang
Do sự cố này, cô không thể tham gia thi đấu tại SEA Games 25 tại Lào. Cô cũng tỏ ý từng có ý định giã từ sự nghiệp thi đấu đỉnh cao, chuyên tâm theo học Đại học Thể dục Thể thao Từ Sơn (Bắc Ninh) chuyên ngành Huấn luyện viên Thể dục dụng cụ.
Năm 2010, cô tuyên bố chấm dứt sự nghiệp VĐV để chuyên tâm cho việc học. Tuy nhiên, thiếu những vận động viên trẻ đủ khả năng, cô phải trở lại đội tuyển tham dự SEA Games 26 dù đã vào độ tuổi lớn trong bộ môn. Dù đang bị chấn thương và không còn ở phong độ tốt, cô đã gây bất ngờ khi đoạt 2 huy chương vàng, 1 huy chương bạc.
Năm 2012, cô giành được suất dự Olympics Luân Đôn, thi đấu nội dung cầu thăng bằng và xà lệch nhưng không giành được huy chương. Sau đó cô tái phát chấn thương và phải nghỉ thi đấu trong một thời gian dài.

## Giải nghệ
Năm 2013, cô đã quyết định giải nghệ. Năm 2014, cô hoàn thành chương trình tại Trường Đại học Thể dục thể thao quốc gia 1 và trở thành huấn luyện viên đội Thẻ dục dụng cụ trẻ Hà Nội.